# Novela de aprendizaje
La novela de aprendizaje, novela de formación o novela educativa es un género literario que retrata la transición de la niñez a la vida adulta. El término alemán original, Bildungsroman (pronunciación: [ˈbɪldʊŋs.roˌmaːn]), significa literalmente 'novela de formación' o 'novela de educación'.

## Orígenes y desarrollo
El término alemán de Bildungsroman fue acuñado en 1819 por el filólogo Johann Karl Simon Morgenstern en sus cátedras universitarias, y retomado de manera célebre posteriormente por Wilhelm Dilthey, quien le dio legitimidad en 1870 y lo popularizó en 1905. El género se caracteriza además por una serie de características formales y temáticas.
A pesar de que existen rasgos de la novela de aprendizaje en obras clásicas o medievales (en las obras moralizantes, por ejemplo), es plausible situar en el Renacimiento el embrión de este tipo de novela, especialmente en el género picaresco. Por ejemplo, El lazarillo de Tormes muestra el proceso por el que el protagonista, Lázaro, aprende a defenderse en la vida tras sufrir sirviendo a distintos amos abusivos. También Don Quijote, de Miguel de Cervantes, ha sido señalada como la obra sobre la que se basa el género.
Convencionalmente se considera que el género surge dentro de la corriente del Romanticismo alemán con Los años de aprendizaje de Wilhelm Meister (Wilhem Meisters Lehrjahre, 1795/1796), de Johann Wolfgang von Goethe. La traducción al inglés de esta novela, realizada por Thomas Carlyle, contribuyó a expandir este género nacido en Alemania por toda Europa y luego al resto del mundo. La obra de Christoph Martin Wieland Geschichte des Agathon (La historia de Agatón), de 1767, es también mencionada a veces como la primera muestra del género. En el siglo XX, el género se expandió a Alemania, Gran Bretaña, Francia, y muchos otros países alrededor del mundo.
A medida que el género fue avanzando, fue posible encontrar Bildungsromane negativos, en los que se cuentan los fracasos de los personajes como, por ejemplo, en Anton Reiser, de Karl Philip Moritz, y modernos Bildungsromane como Carta breve para un largo adiós (Der Kurze Brief zum langen Abschied, 1972), de Peter Handke.
Muchas de las grandes novelas de los siglos XIX y XX, sin ser estrictamente Bildungsroman, comparten alguna de sus características. Por ejemplo, Marcel Proust en En busca del tiempo perdido narra el proceso de aprendizaje del protagonista, Marcel; lo mismo sucede en Retrato del artista adolescente, de James Joyce, en el Moll Flanders de Daniel Defoe o en La montaña mágica, de Thomas Mann. Bajo las ruedas, de Hermann Hesse, es también un Bildungsroman en sentido aún más estricto.
A pesar de que la novela de aprendizaje parece haber perdido peso desde la segunda mitad del siglo XX, muchos de sus elementos aún perviven en novelas como El guardián entre el centeno, de J. D. Salinger, o en numerosas películas contemporáneas.

## Argumentos y tramas
La temática de este tipo de novelas es la evolución y el desarrollo físico, moral, psicológico y social de un personaje, generalmente desde su infancia hasta la madurez. En esta evolución se suelen diferenciar tres etapas: la primera es el aprendizaje de juventud (Jugendlehre), la segunda son los años de peregrinación (Wanderjahre) y por último el perfeccionamiento (Läuterung).
Un Bildungsroman (novela de formación) relata el crecimiento o la "mayoría de edad" de una persona sensible que va en busca de respuestas a las preguntas de la vida con la expectativa de que estas le ayuden a ganar experiencia del mundo. El género evolucionó a partir de cuentos folclóricos en los que el protagonista es un tonto o el hijo más pequeño que sale al mundo en busca de fortuna. Por lo general, al comienzo de la historia hay una pérdida emocional que hace que el protagonista se marche en su viaje. En una novela de formación, el objetivo es alcanzar la madurez, y el o la protagonista lo logra solo gradualmente y con dificultad. El género a menudo presenta un conflicto principal entre el personaje protagonista y la sociedad. Por lo general, los valores de la sociedad son aceptados gradualmente por el protagonista, que finalmente es aceptado o aceptada en la sociedad, como señal de que los errores y las decepciones que sufre han llegado a su fin. En algunas obras, el protagonista logra extender su mano para ayudar a otros una vez que ha alcanzado la madurez.
Franco Moretti afirma que "el principal conflicto en el Bildungsroman es el mito de la modernidad con su sobrevaloración de la juventud y el progreso, tal y como choca con la visión teleológica y estática de la felicidad y la reconciliación que se encuentra en los finales del Wilhelm Meister, de Goethe, e incluso en el Orgullo y prejuicio, de Jane Austen".
Hay muchas variaciones y subgéneros en la novela de formación que se centran en el crecimiento de un individuo. Un Entwicklungsroman ("novela de desarrollo") se refiere a una historia de crecimiento en general, en lugar de limitarse a ser una de autocrecimiento. Un Erziehungsroman ("novela educativa") se centra en la instrucción y la escolarización formales, mientras que un Künstlerroman ("novela de artista") versa sobre el desarrollo de un artista y muestra el crecimiento de su identidad. Además, algunas biografías y diarios publicados pueden considerarse Bildungsroman si bien son predominantemente fácticas (por ejemplo, The Dharma Bums, de Jack Kerouac, o los Diarios de motocicleta, de Ernesto "Che" Guevara). El término también se usa de manera más vaga para describir películas sobre la mayoría de edad y obras relacionadas en otros géneros. El término se utiliza también de manera menos estricta para describir a las películas del género llamado coming-of-age ("mayoría de edad") y obras relacionadas en otros géneros.

## Ejemplos

### Precursores
- El filósofo autodidacta, de Ibn Tufail (siglo XII)[9]
- Parzival, de Wolfram von Eschenbach (comienzos del siglo XIII)
- Sir Gawain y el Caballero Verde (finales del siglo XIV)
- La vida de Lazarillo de Tormes (mediados del siglo XVI)[10]
- Enrique IV, parte 1 y Enrique V, de William Shakespeare (finales del siglo XVI)

### SigloXVII
- Simplicius Simplicissimus, de Hans Jakob Christoffel von Grimmelshausen (1668)
- Las aventuras de Telémaco, de François Fénelon (1699)

### SigloXVIII
- Fanny Hill: Memoirs of a Woman of Pleasure, de John Cleland (1748)
- Tom Jones, de Henry Fielding (1749)[16]
- Cándido, de Voltaire (1759)
- La vida y opiniones del caballero Tristram Shandy, de Laurence Sterne (1759)[16]
- Emilio, o De la educación, de Jean-Jacques Rousseau (1763)
- Geschichte des Agathon, de Christoph Martin Wieland (1767); considerada a menudo la primera novela de formación "genuina"[8]
- Los años de aprendizaje de Wilhelm Meister, de Johann Wolfgang von Goethe (1795–96)[17]

### SigloXIX
- Emma, de Jane Austen (1815)
- Frankenstein, de Mary Shelley (1818)
- Rojo y negro, de Stendhal (1830)
- La hija del capitán, de Alexander Pushkin (1836)
- Jane Eyre, de Charlotte Brontë (1847)[11]
- Cumbres borrascosas, de Emily Brontë (1847)[12]
- La historia de Pendennis, de William Makepeace Thackeray (1848–1850)
- Niétochka Nezvánova, de Fyodor Dostoevsky (1849)[18]
- David Copperfield, de Charles Dickens (1850)
- Enrique el Verde, de Gottfried Keller (1855)[19]
- Phantastes, de George MacDonald (1858)
- Grandes esperanzas, de Charles Dickens (1861)
- Mujercitas, de Louisa May Alcott (1868)
- La educación sentimental, de Gustave Flaubert (1869)
- Las aventuras de Pinocho, de Carlo Collodi (1883)
- The Story of an African Farm, de Olive Schreiner (1883)
- Las aventuras de Huckleberry Finn, de Mark Twain (1884)
- O Ateneu (El Ateneo), de Raul Pompéia (1888)
- El Faraón, de Bolesław Prus (1895)
- What Maisie Knew, de Henry James (1897)[20]
- Capitanes intrépidos, de Rudyard Kipling (1897)

### SigloXX
- Kim, de Rudyard Kipling (1901)[21]
- Tonio Kröger, de Thomas Mann (1903)
- Los extravíos del colegial Törless, de Robert Musil (1906)
- Martin Eden, de Jack London (1909)[22]
- El árbol de la ciencia, de Pío Baroja (1911)
- The Book of Khalid, de Ameen Rihani (1911)[23]
- El gran Meaulnes, de Alain-Fournier (1913)
- Maurice, de E. M. Forster (1913)
- Sons and Lovers, de D. H. Lawrence (1913)[24]
- Araby, de James Joyce (1914)
- Sinister Street, de Compton Mackenzie (1914)
- Of Human Bondage, de W. Somerset Maugham (1915)
- A Portrait of the Artist as a Young Man, de James Joyce (1916)[15]
- Demian, de Hermann Hesse (1919, prólogo agregado en 1960)
- Winesburg, Ohio, de Sherwood Anderson (1919)
- A este lado del paraíso, de F. Scott Fitzgerald (1920)[25]
- La montaña mágica, de Thomas Mann (1924)
- Pather Panchali, de Bibhutibhushan Bandopadhyay (1929)[26]
- Glory, de Vladimir Nabokov (1932)
- Studs Lonigan, de James T. Farrell (1932–1935)
- The Red Pony, de John Steinbeck (1933)
- Carácter, de Ferdinand Bordewijk (1936)
- Lo que el viento se llevó, de Margaret Mitchell (1936)
- Sus ojos miraban a Dios, de Zora Neale Hurston (1937)
- Native Son, de Richard Wright (1940)
- Las llaves del Reino, de A. J. Cronin (1941)
- Un árbol crece en Brooklyn de Betty Smith (1943)
- Cerca del corazón salvaje, de Clarice Lispector (1943)
- Los verdes años, de A. J. Cronin (1944)
- The Catcher in the Rye, de J. D. Salinger (1951)[27]
- The Voyage of the Dawn Treader (por el personaje Eustace Scrubb), de C. S. Lewis (1952)
- El hombre invisible, de Ralph Ellison (1952)
- Hijos de la violencia, de Doris Lessing (1952–1969)[28]
- The Adventures of Augie March de Saul Bellow (1953)
- In the Castle of My Skin, de George Lamming (1953)[29]
- A Time to Meet, de Fernando Sabino (1956)
- Goodbye, Columbus, de Philip Roth (1959)[30]
- Una paz solo nuestra, de John Knowles (1959)
- The Apprenticeship of Duddy Kravitz, de Mordecai Richler (1959)
- To Kill a Mockingbird, de Harper Lee (1960)[27]
- Wake in Fright, de Kenneth Cook (1961)[31]
- Las Crónicas de Prydain, de Lloyd Alexander (1964-1968)
- The Emperor of Ice-Cream, de Brian Moore (1965)[32]
- Dune, de Frank Herbert (1965)[33]
- Rebeldes, de S. E. Hinton (1967)[34]
- A Wizard of Earthsea, de Ursula K. Le Guin (1968)[35]
- Mi planta de naranja lima, de José Mauro de Vasconcelos (1968)
- I Know Why the Caged Bird Sings, de Maya Angelou (1969)
- Varias de las novelas de Robertson Davies vienen en la forma de novelas de aprendizaje: en particular, las tres novelas de la trilogía de Deptford (Fifth Business, 1970, The Manticore, 1972 y World of Wonders, 1975), así como What's Bred in the Bone (1985) y The Cunning Man (1994).
- Bless Me, Ultima, de Rudolfo Anaya (1972)
- La canción de Salomón, de Toni Morrison (1977)
- The World According to Garp, de John Irving (1978)
- El libro del sol nuevo, de Gene Wolfe (1980–1983)
- Lanark: A Life in Four Books, de Alasdair Gray (1981)
- Die Entdeckung der Langsamkeit (El descubrimiento de la lentitud), de Sten Nadolny (1983)
- La casa en Mango Street, de Sandra Cisneros (1983)
- Bright Lights, Big City, de Jay McInerney (1984)[36]
- Ender's Game, de Orson Scott Card (1985)[34]
- The Cider House Rules, de John Irving (1985)
- Oranges Are Not the Only Fruit, de Jeanette Winterson (1985)[37]
- Tokio blues (Norwegian Wood), de Haruki Murakami (1987)[38]
- A Prayer For Owen Meany, de John Irving (1989)
- Number the Stars, de Lois Lowry (1989)
- El mundo de Sofía, de Jostein Gaarder (1991)
- English Music, de Peter Ackroyd (1992)[39]
- Los dioses se ríen los lunes, de Reza Khoshnazar (1995)
- About a Boy, de Nick Hornby (1998)
- The Perks of Being a Wallflower, de Stephen Chbosky (1999)[40]
- Naruto, de Masashi Kishimoto (1999).[41]
- Persépolis, de Marjane Satrapi (2000)[42]

### SigloXXI
- Middlesex, de Jeffrey Eugenides (2002)
- The Secret Life of Bees, de Sue Monk Kidd (2002)
- Todos los futbolistas van al cielo, de Pedro Badrán (2002)
- Cometas en el cielo, de Khaled Hosseini (2003)
- The Fortress of Solitude, de Jonathan Lethem (2003)
- Nunca me abandones, de Kazuo Ishiguro (2005)
- Buscando a Alaska, de John Green (2005)
- Indecision, de Benjamin Kunkel (2005)
- Summer Crossing, de Truman Capote (2005)
- El bosque del cisne negro, de David Mitchell (2006)
- The Absolutely True Diary of a Part-Time Indian, de Sherman Alexie (2007)
- Un largo camino: memorias de un niño soldado, de Ishmael Beah (2007)
- El nombre del viento y el resto de la Crónica del asesino de reyes, de Patrick Rothfuss (2007–2011)
- El cerco, de Juan Antonio Rosado (2008)
- Anatema, de Neal Stephenson (2008)
- Breath, de Tim Winton (2008)
- Indignation, de Philip Roth (2008)
- Submarine, de Joe Dunthorne (2008)
- La soledad de los números primos, de Paolo Giordano (2008)
- Why We Took the Car, de Wolfgang Herrndorf (2010)
- L'amica geniale, de Elena Ferrante (2012)
- El jilguero, de Donna Tartt (2013)
- El espíritu de la ciencia-ficción, de Roberto Bolaño (2016)
- La idiota, de Elif Batuman (2017)
- Washington Black, de Esi Edugyan (2018)
- Agusanado, de Walter Muñoz Llanquimán (2018)